# ジャワ島中部地震
ジャワ島中部地震（ジャワとうちゅうぶじしん）は2006年5月27日、インドネシア西部時間の午前5時53分58秒（日本時間午前7時53分58秒、UTC26日22時53分58秒）に、インドネシアのジャワ島中部で発生したモーメントマグニチュード(Mw)6.3の地震。

## 地震のメカニズム

中央右端がジャワ島、オーストラリアプレートとユーラシアプレートがぶつかっている。

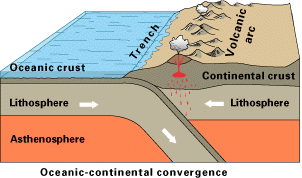
ジャワ島南岸のプレートの沈み込みの様子。

この地震を発生させたのは、現在のところジャワ島中部を南北に走る活断層の活動だと考えられている。
ジョグジャカルタ市街地の東側には南北数十kmに連なる活断層（オパック断層）がある。この断層の南端でM6.2の最初の地震が発生し、直後にその北東でもM6.1の地震が発生し、揺れが連続した。このためバンドゥル県など断層北部付近では、2つの揺れが干渉しあって増幅され、揺れが大きくなり被害が集中したと見られている。

## 被害状況

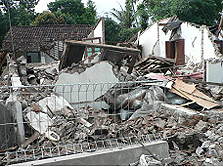
被害を受けた家屋。

CNNによると、これまでに約3500人の死亡が確認され、2万人以上が負傷した。負傷者の中には深刻な状態にある者もいた。そのうち、バントゥル地区での死者が2091人、負傷者が1892人を数えた。
BBCのニュースレポートは、死者の数を3000人以上だと指摘した。
ル・モンド紙やフランス通信による数もほぼ同様であった。
インドネシア社会省の職員によると、死者の数は3505人に上っていてそのうち3分の2がバントゥルで生じているとのことであった。震源地から半径50km以内には、約500万人が住んでいた。
古代の仏塔であるボロブドゥール遺跡はほとんど無傷だったが、ヒンドゥー教遺跡のプランバナン寺院群は被害を受けて一部が損傷した。
震源地が島の内陸寄りだったため、いわゆる直下地震となった。日本の震度階級に直すと、震源に近かったジョグジャカルタの南方の集落では、震度5強から6弱であったものとみられる。
震源地に近い集落や住宅街では、煉瓦を積み上げただけの簡素な家で耐震性が低く、漆喰などの基礎補強が弱かったため、地震発生と同時に95%以上の家が一瞬にして瓦礫と化した。コンクリート製の大型の商業施設でも、鉄筋がなかったり不足していたものは倒壊したり壁が崩れたりした。そのため、犠牲者のほとんどは建物の倒壊による圧死で、いわゆる震災孤児も発生している模様。

## 他の地震の影響
近くにあるムラピ山は活動を活発化させ、地震数日前に噴火していたが、この噴火活動とは直接に関係がないと見られている。しかしながら、この地震によって火山活動が活発化しているとの報告がある。インドネシアはいわゆる環太平洋火山帯に沿って位置しているため、もともと地震や火山の噴火が頻発する土地である。
ジャワ島の南のインド洋には、南側のオーストラリアプレートと北側のユーラシアプレートがぶつかっており、震源地周辺では数十年に一度、マグニチュード6クラスの地震が起きていた。メカニズムとしては、インドオーストラリアプレートがユーラシアプレートに沈み込み、ユーラシアプレートのひずみが解消されたときに地震が起きる。
ひずみの解消の形としては、スマトラ島沖地震のような巨大なプレート境界型地震を起こすものもあれば、今回の地震のような断層型地震を起こすものもある。
さらに、今回の地震は津波が発生しにくい横ずれ型の断層型地震で、スマトラ島沖地震は津波が発生しやすい逆断層型のプレート境界型地震だった。
南太平洋地域やインド洋東部地域では、2003年以来規模の大きな地震が多発しており、この辺りに位置するインドプレートやオーストラリアプレート、ユーラシアプレート、太平洋プレートなどは活動期に入ったとの見方がある。
※これについては、単一の地震とする説も有力である。
また、単に断層破壊が北東に進行しただけと考える場合もある。断層面の長さについても研究者によって大きく異なる。これは、オパック断層の位置が特定されていないこと、インドネシア国内で地震観測網が発達していないこと、被害のわりに地震の規模が小さく解析が難しいことが挙げられる。
断層北部の被害については、断層長が長かったこと、地質構造などからも説明可能でその原因の特定は困難である。なお、オパック断層周辺はムラピ火山起源の堆積物からなり、地盤は脆弱である。

## 各国・機関の対応
スシロ・バンバン・ユドヨノ大統領は、救助活動と被害者の避難を支援するために、陸軍を中ジャワ州に派遣した。大臣たちの一行が、活動を視察するために派遣された。
世界各国・主要国際機関の援助や活動の内容
- イギリス: 300万ポンド
- オーストラリア: 300万オーストラリアドル
- 中国: 200万USドル[24]
- 米国: 250万USドル[25][24]
- EU: 300万ユーロ
- 日本: 政府は、1000万USドルの無償援助と緊急物資及び医療チームの派遣を決定[26][27][28][29]。また、インドネシア政府の要請を受けて国際緊急援助隊52人を派遣した[30]。その後、自衛隊100人を追加派遣した[31][32]。
- マレーシア: 被害を受けた地域に医療チームを派遣[24]。
- 赤十字社、赤新月社、OXFAM、UNICEF: テントと緊急用備品を被害者に支給する[33][24][34][35]。